# Santa Cruz Island

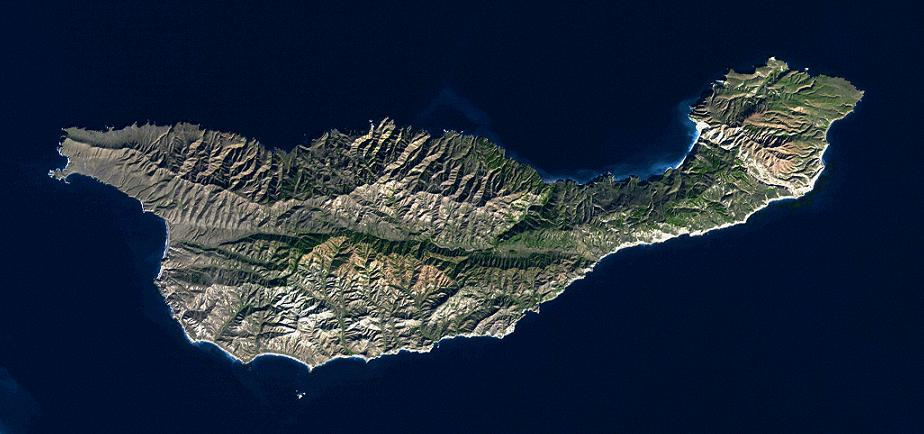
Satellietfoto

Santa Cruz Island is een 35 km lang en 10 km breed eiland, dat voor de westkust van Californië ligt en bestuurlijk gezien onder Santa Barbara County valt. Het eiland, dat slechts 2 inwoners heeft, is een van de Channel Islands in het Channel Islands National Park. Het hoogste punt is Devils Peak, die 747 meter hoog is.